# Protoieria orașului Curtea de Argeș
Protoieria orașului Curtea de Argeș este un monument istoric aflat pe teritoriul municipiului Curtea de Argeș.

## Istoric și trăsături
Construită după un plan simetric, îmbogățit cu marcarea unui acces prin foișorul central, ilustrează trecerea de la arhitectura de factură neoclasică la cea neoromânească, exprimată și prin decorația colonetelor.

## Imagini din exterior

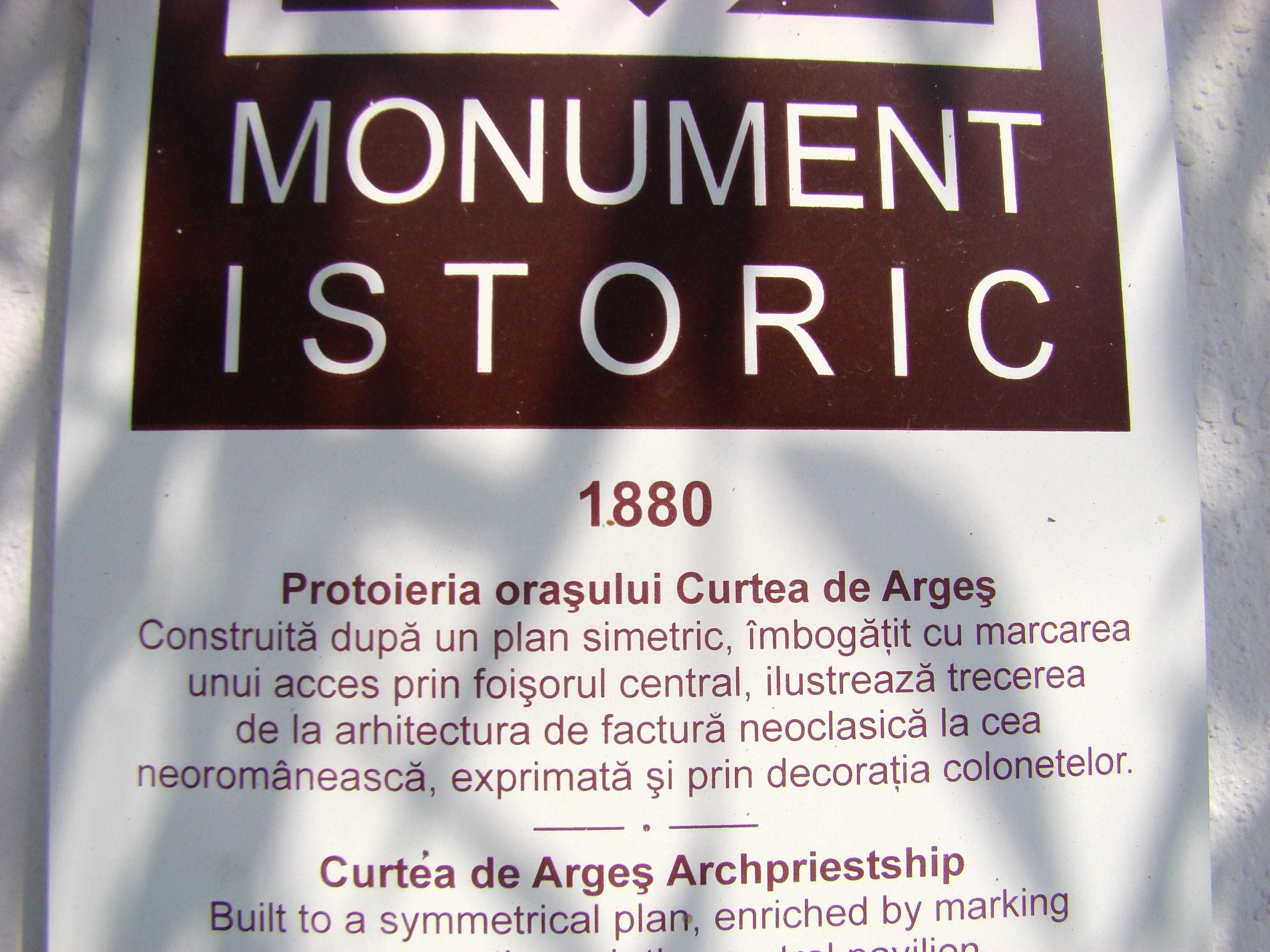
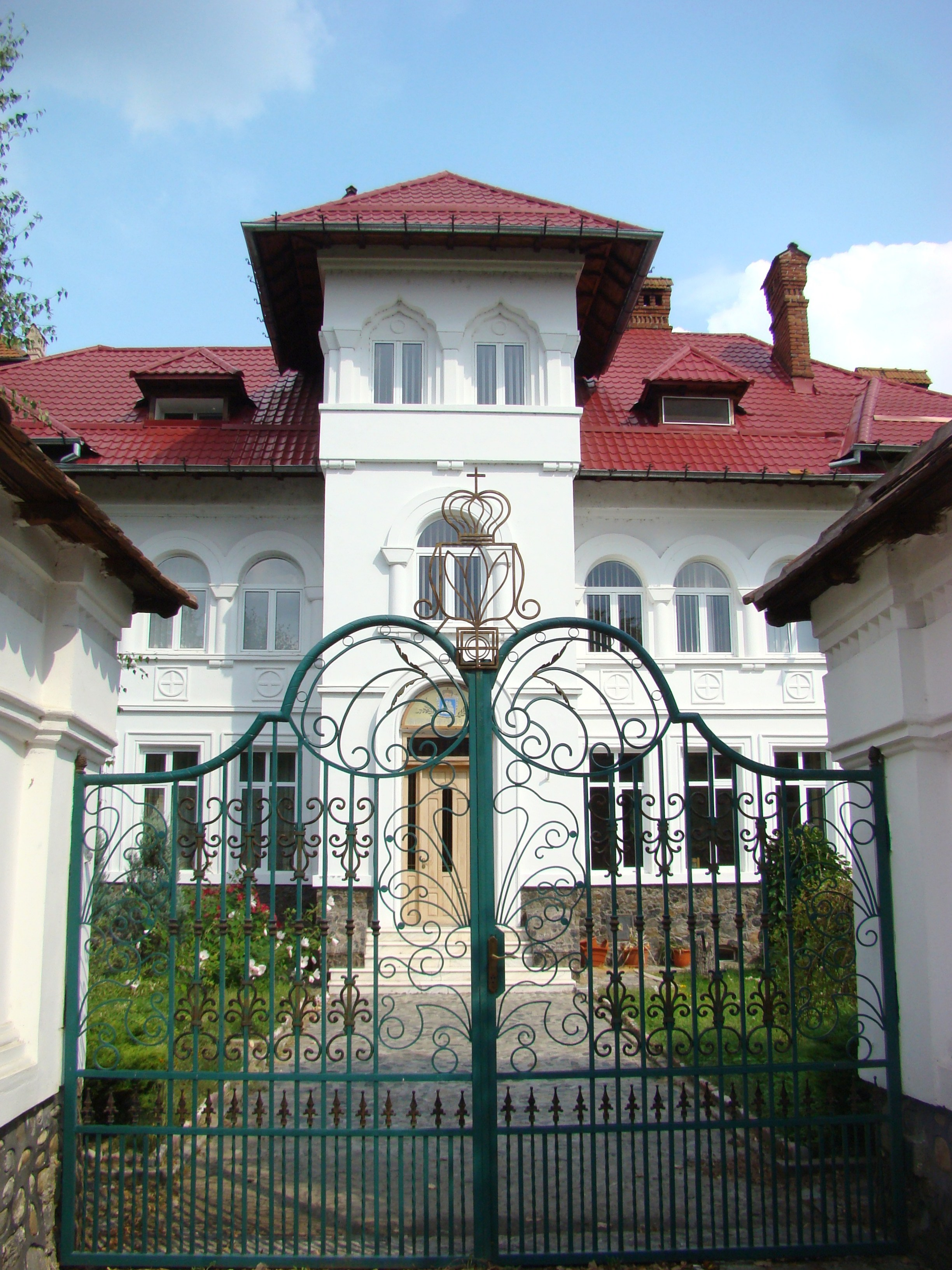
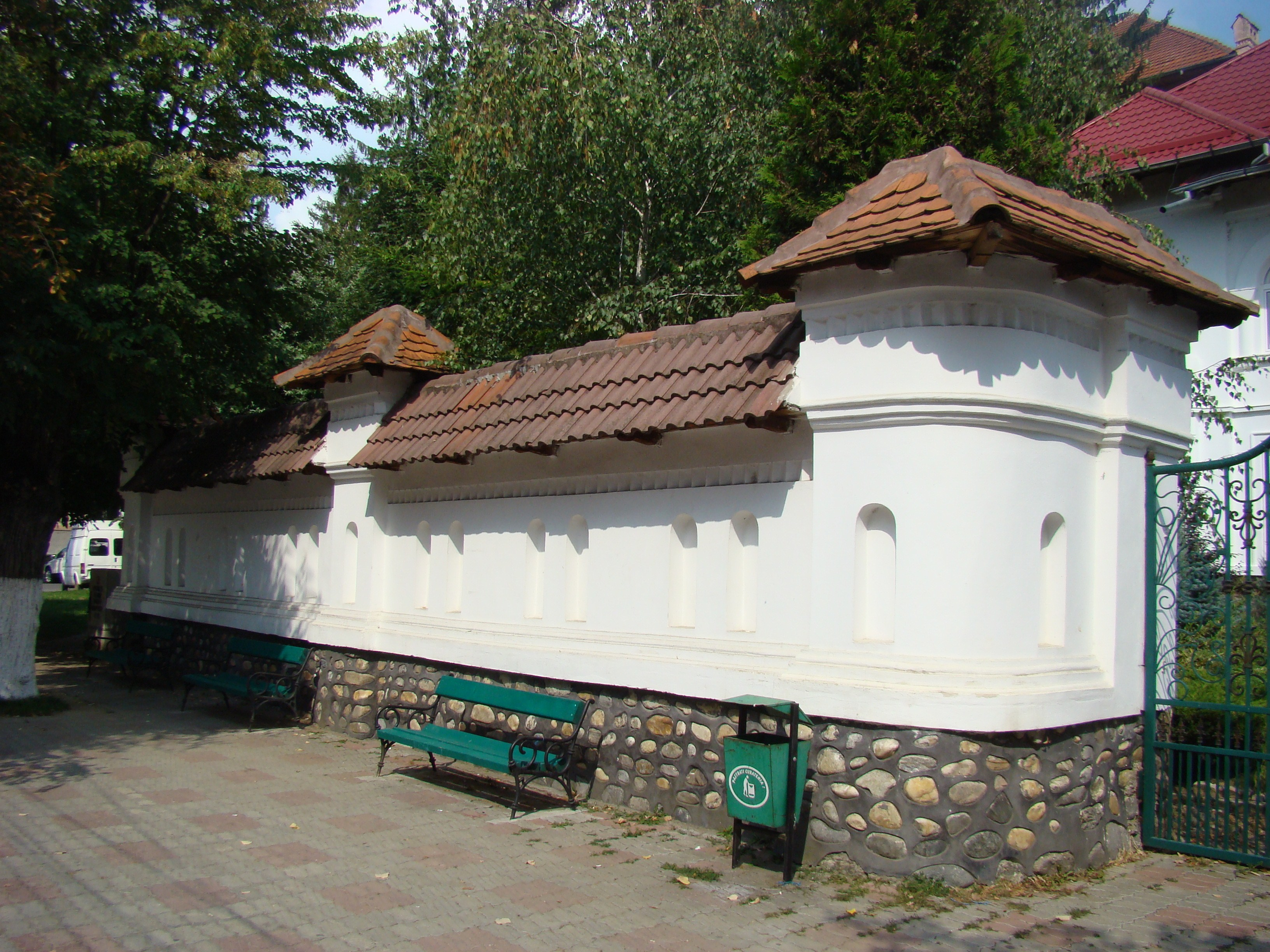
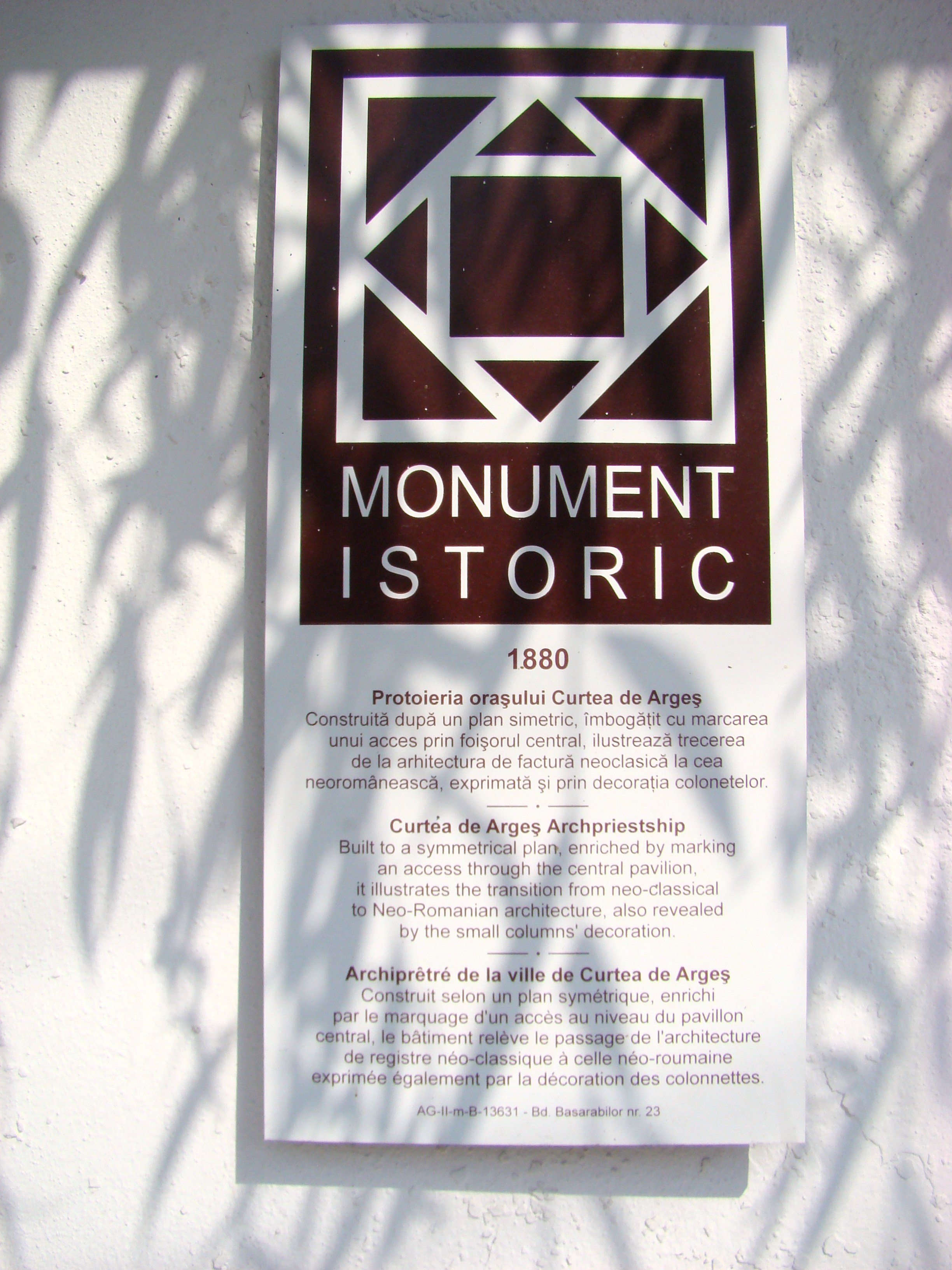

## Vezi și
- Curtea de Argeș